# Тиаприд
Тиаприд (Tiapride, N-[2-(N,N-Диэтиламино) этил]-2-метокси-5-(метилсульфонил) бензамид) — лекарственное средство. Белый или белый с желтоватым оттенком кристаллический порошок, легко растворим в воде, мало — в спирте.

## Общая информация
Тиаприд — атипичный нейролептик из группы замещенных бензамидов, впервые синтезирован в 1972 г. во Франции, после клинических испытаний был разрешен к медицинскому применению в СССР.
По структуре и фармакологическим свойствам тиаприд близок к сульпириду. Оказывает антидофаминергическое действие.
Применяют при гиперкинетических и дискинетических нарушениях (хорея, нервные тики, старческие психомоторные нарушения, дрожание и др.), головных болях нейрогенного происхождения, реактивных расстройствах поведения, а также при психомоторном возбуждении и вегетативных нарушениях в случае острого алкогольного психоза и при абстинентном синдроме у больных алкоголизмом и наркоманией.
Назначают внутрь и в виде инъекций. Внутрь принимают при двигательных расстройствах по 0,3—0,6 г в день (в 2—3 приёма), при реактивных состояниях с психомоторным возбуждением — по 0,6—1,2 г в день, при алкоголизме, головных болях — по 0,2—0,4 г в день. После достижения терапевтического эффекта дозу снижают до 0,1—0,2 г в сутки.
Детям в возрасте от 7 до 12 лет при психомоторной неуравновешенности или нервных тиках назначают внутрь по 0,05 г (1/2 таблетки) 1—2 раза в день.
Престарелым больным препарат назначают в дозе 0,2—0,3 г в сутки, при необходимости дозу несколько увеличивают.
Внутримышечно тиаприд вводят взрослым по 0,4 г (400 мг) в день.
При необходимости тиаприд можно применять в сочетании с нейролептиками, транквилизаторами, антидепрессантами, анальгетиками и другими нейротропными средствами.
Обычно тиаприд переносится хорошо. В отдельных случаях наблюдаются сонливость, приступы типа дискинезии (судорожные движения глазного яблока, сжатие челюстей). Как правило, эти явления проходят самостоятельно. При необходимости назначают противопаркинсонические средства. В редких случаях развиваются аменорея, галакторея.

## Хранение
Хранение: список Б (На момент 03.02.2023 без особенностей хранения. Список Б прекратил действие 24 мая 2010 года).

## Производители
- Органика, более 50 % российского производства[1]

## Приложения
1. ↑  Годовой отчет компании за 2016 год Архивная копия от 4 февраля 2017 на Wayback Machine Центр раскрытия корпоративной информации